# Jonas Bidé
Jonas Bidé (* 28. März 1977) ist ein beninischer Fußballspieler. Seine Stammposition ist im Tor.

## Karriere

### Verein
Bidé begann seine Laufbahn als Fußballprofi in der Spielzeit 1998/99 bei Ismaily SC, einem Fußballverein aus der ersten ägyptischen Liga. Anschließend wechselte er innerhalb des Landes zu Dina Farms FC, wo er vier Spielzeiten blieb. Danach verbrachte er bei Mogas 90 FC in Benin seine erfolgreichste Zeit als Vereinsspieler mit einer Meisterschaft (2006) und zwei Pokalsiegen (2003 und 2004). Von 2007 bis 2011 stand er dann bei Soleil FC, ebenfalls Benin, unter Vertrag.

### Nationalmannschaft
Er absolvierte 1995 seine erste in der Online-Datenbank national-football-teams.com hinterlegte Partie für die beninische Fußballnationalmannschaft in einem Freundschaftsspiel gegen Gabun. Die meisten Spiele bestritt er in der Qualifikation zur Afrikameisterschaft 1998.

## Erfolge
- beninischer Meister: 2006
- beninischer Pokalsieger (2): 2003, 2004